# Aleksandr Shadrin
Aleksandr Shadrin (Muborak, 4 settembre 1988 – 22 giugno 2014) è stato un calciatore uzbeko di ruolo attaccante. Morì durante un intervento chirurgico allo stomaco..

## Caratteristiche tecniche
Giocava da centravanti e talvolta da ala.

## Carriera

### Club
Iniziò a giocare a calcio all'età di 7. In primo luogo nella scuola calcio Chig'atoy. Continuò la sua carriera calcistica a Tashkent nel Pakhtakor.
Esordì in Oliy Liga nel 2009 con il Mashal, alla sua prima stagione segnò 5 gol in 12 partite. Nel 2011 firmò per il Navbahor con cui giocò per una sola stagione segnando 4 gol in 19 incontri. Nel 2012 si trasferì alla Lokomotiv Tashkent.

### Nazionale
Aleksandr Shadrin giocò quattro partite per l'Uzbekistan. Debutto il 1º giugno 2011 in una partita amichevole contro l'Ucraina. Shadrin scrisse il suo nome nella storia del calcio uzbeko come autore del gol nella storica vittoria sul Giappone nelle qualificazioni al Mondiale 2014.